# دائرة سيدي مزغيش
دائرة سيدي مزغيش إحدى دوائر ولاية سكيكدة. 
مقرها سيدي مزغيش.
تبلغ مساحتها 332.23 كم² يقطنها 50615 نسمة (أي بكثافة سكانية تقدر بـ 152 نسمة /كم²).  تشتهر بالمنتوجات الفلاحية، حيث تضم المنطقة أراض خصبة و مياه وفيرة، تعرف مدينة سيدي مزغيش تاريخيا بأنها شهدت انطلاقة الهجوم على الشمال القسنطيني ضد المستعمر الفرنسي، و بها سقط الشهيد الكبير زيغود يوسف،تسير دائرة سيدي مزغيش من طرف السيـد محمـد غـالـم أحد إطارات الدولة الجزائرية و خريج المدرسة الوطنية للإدارة، شغل عدة مسؤوليات عبر الوطن، كان آخرها رئيس دائرة بني ورتيلان بولاية سطيف.
تضم دائرة سيدي مزغيش كل من بلديات : 
- سيدي مزغيش
- عين بوزيان
- بني ولبان